# Праздники Омана
Праздники Омана есть как религиозные (мусульманские), так и светские. Даты светских праздников фиксированы, а время проведения исламских праздников определяется в соответствии с лунным календарём, из-за чего дата их проведения меняется год от года. Крупнейший светский праздник — Национальный день Омана, крупнейший религиозный — Ид-аль-Адха.
| Дата             | Праздник                | Комментарий |
| ---------------- | ----------------------- | --- |
| 1 Мухаррам       | Мусульманский Новый год | Официальный выходной день. Особых празднований в этот день нет.                                                                                                   |
| 12 Рабиуль-Аввал | Мавлид                  | День рождения основателя ислама Мухаммада. Выходной день. |
| 27 Раджаб        | Мирадж                  | День Вознесения пророка Мухаммада. Выходной день. Особых празднований в этот день нет.                                                                            |
| 1-3 Шавваль      | Ид-аль-Фитр             | Праздник в честь окончания поста в месяц Рамадан. |
| 10-13 Зульхиджа  | Ид-аль-Адха             | Трёхдневный праздник, один из крупнейших в Омане. Отмечается в честь окончания хаджа. Все государственные и большинство частных учреждений не работают в эти дни. |

| Дата      | Праздник              | Комментарий |
| --------- | --------------------- | --- |
| 1 января  | Новый год             | Официальный выходной. Обычно его отмечают семьями на пикниках и барбекю. |
| 23 июля   | День возрождения      | Государственный праздник. Отмечается с 2006 года по указу султана Кабуса. Установлен в честь восхождения султана на престол и «начала новой эры в истории Омана». |
| 18 ноября | Национальный праздник | Национальный день Омана, а также день рождения султана Кабуса бен Саида. Официальный выходной, один из крупнейших праздников. В этот день проводится военный парад, дома и дороги украшаются флагами, портретами султана, гирляндами, проводятся празднования с гонками на верблюдах, фейерверком. |